# Eamon Casey
Eamon Casey Power (Firies, 24 aprile 1927 – Newmarket-on-Fergus, 13 marzo 2017) è stato un vescovo cattolico irlandese.

## Biografia
Monsignor Eamon Casey nacque a Firies, nella contea di Kerry, il 24 aprile 1927 ed era il secondo figlio dei cinque figli e delle cinque figlie di John, direttore di un caseificio, e Helena (nata Shanahan).

### Formazione e ministero sacerdotale
Venne educato a Limerick e al St. Patrick's College di Maynooth. Il 17 giugno 1951 fu ordinato presbitero per la diocesi di Limerick. Nel 1960 divenne parroco a Slough, nel Berkshire, dove si adoperò per fornire assistenza alle famiglie irlandesi immigrate più povere, in particolare per i loro problemi abitativi. Divenne direttore della Catholic Housing Aid Society a Westminster, apparve nel film-documentario di Ken Loach Cathy Come Home e nel 1966 contribuì a fondare l'organizzazione benefica "Shelter" che presiedette fino al 1968. L'attivista Des Wilson ricordò nelle sue memorie: "Tutti a Shelter lo amavano. Eamonn era profondamente devoto ma era un uomo che amava il divertimento. Era la vita e l'anima di ogni festa".

### Ministero episcopale
Il 17 luglio 1969 papa Paolo VI lo nominò vescovo di Kerry. Ricevette l'ordinazione episcopale il 9 novembre successivo dall'arcivescovo Gaetano Alibrandi, nunzio apostolico in Irlanda, coconsacranti il vescovo di Limerick Henry Murphy e quello di Ferns Donald J. Herlihy.
Il 21 luglio 1976 papa Paolo VI lo nominò vescovo di Galway e Kilmacduagh e amministratore apostolico di Kilfenora. Durante il suo episcopato monsignor Casey era considerato un progressista. Fu un cambiamento significativo nella diocesi data che era stata retta per quasi quarant'anni da monsignor Michael Browne, di stampo molto conservatore. Sostenne lo staff di una catena di supermercati quando boicottarono la frutta proveniente dal Sudafrica a causa dell'apartheid e organizzò il rifiuto di alcuni vescovi irlandesi di incontrare Ronald Reagan durante la sua visita in Irlanda nel 1984 a causa delle politiche dell'amministrazione statunitense in America centrale. Nel 1980 partecipò alle esequie di monsignor Óscar Romero, una critica esplicita della dittatura militare di El Salvador. Nel 1973 contribuì a fondare l'organizzazione caritatevole "Trócaire" che fornisce aiuti alle comunità dei paesi in via di sviluppo e l'anno seguente presiedette l'incontro di un gruppo di supporto per madri non sposate durante il quale condannò i padri che non riconoscevano le loro responsabilità nei confronti dei figli.
Monsignor Casey fu molto influente nella gerarchia cattolica irlandese. Fu amico e collega di un altro sacerdote irlandese di grande rilievo, padre Michael Cleary.
Nel 1992 i giornali scoprirono che monsignor Casey nei primi anni '70 aveva avuto una relazione sessuale con Annie Murphy, una cittadina americana. Insieme ebbero un figlio, Peter, nato nel 1974 a Dublino. Murphy in seguito affermò che durante la gravidanza monsignor Casey aveva tentato di persuaderla a dare il bambino in adozione alla nascita. Scelse di non farlo e lo allevò con l'aiuto dei suoi genitori. Quando Murphy, a quel tempo divorziata, decise di rendere pubblico il rapporto informò prima di tutti l'Irish Times. Monsignor Casey si era rifiutato di riconoscere il ragazzo e lo aveva incontrato solo una volta, nell'ufficio di un avvocato a Boston mentre stava negoziando il finanziamento delle sue tasse universitarie. Peter Murphy disse in seguito che era stato trattato "come un piccolo errore clericale nella sua vita... un piccolo segreto sporco". La sua relazione con Annie Murphy, che era amica di un amico, era iniziata nel 1973, tre settimane dopo lo scioglimento del suo precedente matrimonio negli Stati Uniti. Monsignor Casey, allora vescovo di Kerry, era il membro più giovane dell'episcopato irlandese. Nominato all'età di 42 anni quattro anni prima, era considerato un astro nascente della Chiesa irlandese.
Negli anni dell'infanzia del figlio, monsignor Casey gli mandò clandestinamente 275 dollari al mese, raccolti dal fondo diocesano di riserva. In precedenza aveva sostenuto che "qualsiasi ecclesiastico con conti in banca a più di quattro cifre ha perso la fede". I soldi furono poi ripagati alla diocesi da un donatore anonimo.
Annie Murphy decise di rendere pubblica la relazione dopo che si interruppero le trattative sul pagamento delle tasse universitarie di Peter. Annie, che aveva chiesto il pagamento di 150 000 dollari parlò alla stampa irlandese per rivelare la faccenda. L'anno successivo pubblicò un libro, "Forbidden Fruit", dove rivelava i dettagli della loro relazione. In esso affermò: "Era un dannato vescovo. Dove aveva imparato tutto questo ?".
Casey mantenne comunque una certa simpatia nel pubblico. Quando Annie apparve nel The Late Late Show su RTÉ, il presentatore Gay Byrne le disse: "Se tuo figlio ha la metà dell'uomo buono in suo padre, non sarà troppo male".
Alcuni giovani preti notarono che era dottrinalmente conservatore e non particolarmente simpatico verso i preti che avevano avuto relazioni sessuali. Dopo la rivelazione della sua paternità ammise di aver "peccato gravemente contro Dio, la sua Chiesa, il clero e il popolo delle diocesi di Kerry e Galway". In seguito sviluppò una relazione con suo figlio.
Il 6 maggio 1992 papa Giovanni Paolo II accettò la sua rinuncia al governo pastorale della diocesi. Gli succedette il suo segretario, James McLoughlin, che resse la diocesi fino al suo ritiro il 3 luglio 2005.
Dopo le dimissioni, monsignor Casey divenne missionario per la Società missionaria di San Giacomo in una parrocchia rurale dell'Ecuador, nonostante la sua scarsa conoscenza dello spagnolo. Durante questo periodo, viaggiò molto per raggiungere parrocchiani che vivevano in luoghi isolati. Al termine del periodo missionario invece di tornare in Irlanda cominciò a prestare servizio nella parrocchia di San Paolo a Haywards Heath e come cappellano dell'ospedale di Staplefield, nel sud-est dell'Inghilterra. Tornò in Irlanda nel 2006.
Nel 2005 monsignor Casey venne indagato per la gestione degli abusi sessuali nella diocesi di Galway e Kilmacduagh. Successivamente uscì pulito da tutte le indagini.
È il soggetto della canzone "Casey" scritta da Martin Egan e cantata da Christy Moore. È anche il soggetto della canzone dei Saw Doctors "Howya Julia".
Nell'agosto del 2011 venne ricoverato in una casa di cura nella contea di Clare perché era in cattive condizioni di salute. In un'intervista del maggio del 2010 affermò: "La mia memoria è andata male per molto, molto tempo, ho avuto quattro mini ictus cerebrali circa otto anni fa, mi hanno detto - erano molto schietti - "Hai avuto quattro mini colpi sul cervello", ho detto: "Che cosa significa ?", "Sei sulla strada per l'Alzheimer o per un ictus più grave", E ho detto: "Cosa posso fare?" "Molto poco", dissero".
Morì presso la Carrigoran Nursing Home di Newmarket-on-Fergus il 13 marzo 2017 all'età di 89 anni. Le esequie si tennero nel pomeriggio del 16 marzo nella cattedrale di Nostra Signora Assunta in Cielo e San Nicola a Galway e furono presiedute dal vescovo di Clonfert John Kirby. Al termine del rito fu sepolto nella cripta dello stesso edificio.

## Opinioni
Monsignor Casey era ben noto per il suo lavoro di aiuto agli emigranti irlandesi in Gran Bretagna.
Supportò lo staff dei Dunnes Stores che dal 1982 al 1986 rifiutò di vendere merci sudafricane in segno di protesta verso l'apartheid.
Monsignor Casey partecipò alle esequie dell'arcivescovo Óscar Romero. Assistette in prima persona al massacro di coloro che assistevano ai funerali da parte delle forze governative. Divenne quindi un oppositore della politica estera degli Stati Uniti d'America a causa del loro sostegno ai regimi dittatoriali dell'America centrale e, di conseguenza, si oppose alla visita del 1984 del presidente degli Stati Uniti Ronald Reagan in Irlanda, rifiutando di incontrarlo quando giunse a Galway.

## Genealogia episcopale
La genealogia episcopale è:
- Cardinale Scipione Rebiba
- Cardinale Giulio Antonio Santori
- Cardinale Girolamo Bernerio, O.P.
- Arcivescovo Galeazzo Sanvitale
- Cardinale Ludovico Ludovisi
- Cardinale Luigi Caetani
- Cardinale Ulderico Carpegna
- Cardinale Paluzzo Paluzzi Altieri degli Albertoni
- Papa Benedetto XIII
- Papa Benedetto XIV
- Papa Clemente XIII
- Cardinale Bernardino Giraud
- Cardinale Alessandro Mattei
- Cardinale Pietro Francesco Galleffi
- Cardinale Filippo de Angelis
- Cardinale Amilcare Malagola
- Cardinale Giovanni Tacci Porcelli
- Cardinale Fernando Cento
- Arcivescovo Gaetano Alibrandi
- Vescovo Eamon Casey